# 特定複合観光施設区域整備推進本部
特定複合観光施設区域整備推進本部（とくていふくごうかんこうしせつくいきせいびすいしんほんぶ、英語：Headquarters for Promoting Development of Specified Complex Tourist Facilities Areas）は、2017年3月より日本の内閣に設置された機関である。

## 概要
2016年に成立したIR整備推進法に基づき、特定複合観光施設区域の整備の推進を総合的かつ集中的に行うため、2017年3月に設置された。

## 構成
|            | 氏名     | 役職                   |
| ---------- | -------- | ---------------------- |
| 本部長     | 岸田文雄 | 内閣総理大臣           |
| 副本部長   | 斉藤鉄夫 | IR担当大臣             |
| 副本部長   | 林芳正   | 内閣官房長官           |
| 本部長補佐 | 村井英樹 | 内閣官房副長官（政務） |
| 本部長補佐 | 森屋宏   | 内閣官房副長官（政務） |
| 本部長補佐 | 栗生俊一 | 内閣官房副長官（事務） |

## 開催状況
- 2017年4月4日 第1回
- 2017年8月1日 第2回
- 2018年4月27日 第3回
- 2019年3月26日 第4回
- 2019年10月15日 第5回（持ち回り）
- 2019年12月13日 第6回（持ち回り）
- 2020年12月18日 第7回
- 2021年7月9日 第8回（持ち回り）
- 2023年4月14日 第9回